# Цаболов, Хетаг Николаевич
Хе́таг Никола́евич Цабо́лов (осет. Цæболты Николайы фырт Хетæг; род. 17 ноября 1991, Владикавказ) — российский и сербский борец вольного стиля осетинского происхождения, чемпион и призёр чемпионатов России, мира и Европы, призёр Кубков мира, мастер спорта России международного класса (2017).

## Биография
Заниматься борьбой начал под руководством Ч. В. Марзаева.
В июне 2014 года на проходившем в Якутске чемпионате России по вольной борьбе Цаболов в финальной схватке выиграл у Исраила Касумова (Красноярский край) на туше и завоевал звание чемпиона России.
На чемпионате мира по спортивной борьбе в Ташкенте (2014) в финале весовой категории до 70 кг Цаболов оказался сильнее турка Якупа Гёра — 10:0.
На чемпионате России 2015 года в Каспийске Цаболов проиграл в четвертьфинале Магомедрасулу Газимагомедову (Ставропольский край).
14 июня 2017 года в 1/4 финала чемпионата России в Назрани против Расула Шапиева, после опасного приема Цаболова, Шапиев от боли стал наносить ему удары по голове, в итоге возник конфликт с участием тренеров и секундантов, сотрудникам безопасности понадобилось не более двух минут, чтоб его уладить, а схватка закончилась рукопожатием соперников.
С марта 2021 года представляет Сербию. На чемпионате Европы 2023 года в категории до 79 кг стал бронзовым призёром.
За нарушение антидопинговых правил был отстранён от соревнований сроком на шесть лет. Дисквалификация отсчитывается с 28 июня 2024 года.

## Спортивные достижения
- Чемпионат России по вольной борьбе 2020 — ;
- Чемпионат России по вольной борьбе 2019 — ;
- Чемпионат России по вольной борьбе 2018 — ;
- Чемпионат мира по борьбе 2017 — ;
- Чемпионат России по вольной борьбе 2017 — ;
- Кубок мира по борьбе 2016 — ;
- Чемпионат мира по борьбе 2014 — ;
- Чемпионат России по вольной борьбе 2014 — ;
- Кубок мира по борьбе 2014 — ;
- Первенство мира среди юниоров 2011 — ;